# Hermoso caos
Hermoso Caos es una novela para adolescentes y jóvenes adultos escrito por las autoras Kami Garcia y Margaret Stohl. El libro es la tercera entrega de la serie Las Crónicas Caster y fue lanzado el 18 de octubre de 2011.
- Datos: Q4877679